# Trathala
Trathala är ett släkte av steklar. Trathala ingår i familjen brokparasitsteklar.

## Dottertaxa tillTrathala, i alfabetisk ordning[1]
- Trathala abraxa
- Trathala acrobasis
- Trathala aella
- Trathala agnina
- Trathala anfracta
- Trathala angulosa
- Trathala annulicornis
- Trathala assita
- Trathala australis
- Trathala avila
- Trathala betuna
- Trathala carmena
- Trathala celena
- Trathala clara
- Trathala concolor
- Trathala cupreata
- Trathala cypete
- Trathala davisi
- Trathala delicata
- Trathala diva
- Trathala enigmatica
- Trathala exigua
- Trathala extensor
- Trathala flaca
- Trathala flava
- Trathala flaviceps
- Trathala flavithorax
- Trathala flavoorbitalis
- Trathala fornicata
- Trathala furvescens
- Trathala gifa
- Trathala gracilipes
- Trathala granulata
- Trathala hapaliae
- Trathala hartii
- Trathala henryi
- Trathala hierochontica
- Trathala hora
- Trathala imitator
- Trathala insignis
- Trathala jimenezi
- Trathala jurva
- Trathala karma
- Trathala kula
- Trathala laticlypeata
- Trathala latithorax
- Trathala leptomera
- Trathala lisa
- Trathala lurida
- Trathala maritzai
- Trathala martini
- Trathala matsumuraeana
- Trathala melanostoma
- Trathala meridionalis
- Trathala miniatithorax
- Trathala moira
- Trathala nigra
- Trathala nigrifrons
- Trathala nirvanai
- Trathala nora
- Trathala noxiosa
- Trathala obesa
- Trathala ocala
- Trathala ocypeta
- Trathala omega
- Trathala ophelia
- Trathala oregona
- Trathala orophila
- Trathala ozymandi
- Trathala parallela
- Trathala paula
- Trathala pequena
- Trathala perdita
- Trathala peritana
- Trathala peroneae
- Trathala puncta
- Trathala quavata
- Trathala quemadoi
- Trathala recurvariae
- Trathala reena
- Trathala rostrata
- Trathala rubeo
- Trathala ruficornis
- Trathala sara
- Trathala senegalensis
- Trathala specula
- Trathala striata
- Trathala sulcifera
- Trathala suspirae
- Trathala suzana
- Trathala tanya
- Trathala tetralophae
- Trathala tremula
- Trathala unicolor
- Trathala washingtoni
- Trathala yaqui